# Dicastero per gli istituti di vita consacrata e le società di vita apostolica
Il Dicastero per gli istituti di vita consacrata e le società di vita apostolica (in latino Dicasterium pro Institutis Vitae Consecratae et Societatibus Vitae Apostolicae) è uno dei 16 dicasteri della Curia romana.

## Storia
Una prima Congregazione attinente agli istituti religiosi, con il nome di Congregatio super consultationibus regularium, fu fondata da papa Sisto V il 27 maggio 1586 con il motu proprio Romanus Pontifex e confermata con la costituzione apostolica Immensa Aeterni Dei del 22 gennaio 1588.
Nel 1601 papa Clemente VIII la unì alla Congregatio super consultationibus episcoporum dando origine ad un nuovo dicastero, noto con il nome di Congregazione dei vescovi e regolari, che rimase attivo fino al 1908, quando venne soppresso.
Nel corso dei secoli, altri organismi della Curia romana furono creati con competenze e attribuzioni relative ai religiosi; tra queste si ricordano la "Congregazione della disciplina dei regolari" (1698) e la "Congregazione sullo stato degli ordini regolari" (1846), entrambe soppresse nel 1906.
In seguito alla riforma della Curia romana voluta da papa Pio X con la costituzione Sapienti consilio (29 giugno 1908), le competenze relative ai religiosi vennero affidate ad una nuova congregazione, la Congregazione per i religiosi. Dopo il concilio Vaticano II, papa Paolo VI le attribuì il nome di Congregazione per i religiosi e gli istituti secolari (costituzione Regimini Ecclesiae universae, 15 agosto 1967).
Con la costituzione Pastor Bonus di papa Giovanni Paolo II (28 giugno 1988) è stato definito l'assetto in base al quale le compete "tutto ciò che riguarda gli Istituti di Vita consacrata (Ordini e Congregazioni religiose, sia maschili che femminili, Istituti secolari), e le Società di Vita apostolica quanto a regime, disciplina, studi, beni, diritti, privilegi".
Con la costituzione apostolica Praedicate evangelium del 19 marzo 2022 ha assunto l'attuale denominazione.

## Funzioni
L'ambito di competenza del dicastero è definito dagli articoli 121-127 della Praedicate evangelium.
È il dicastero che, solo per quanto riguarda la Chiesa latina, si occupa di tutto ciò che attiene agli istituti religiosi (ordini e congregazioni religiose, sia maschili che femminili), gli istituti secolari e le società di vita apostolica quanto a regime, disciplina, studi, beni, diritti e privilegi. È anche competente per quanto riguarda l'approvazione degli statuti dei nuovi istituti e la dispensa dai voti e dalle promesse.
Ha carattere personale, in quanto la sua giurisdizione non si estende a tutti ma soltanto a quanti volontariamente scelgono di abbracciare la vita religiosa.
Suor Simona Brambilla ne è stata nominata prefetto il 6 gennaio 2025. Decaduta dal ruolo il 21 aprile successivo a motivo della morte di papa Francesco, è tornata in carica il 9 maggio successivo per volere di papa Leone XIV.

## Cronotassi

### Prefetti
Per il periodo dal 1588 al 1908: Congregazione dei vescovi e regolari
- Cardinale José de Calasanz Félix Santiago Vives y Tutó, O.F.M.Cap. (26 ottobre 1908 - 7 settembre 1913 deceduto)
- Cardinale Ottavio Cagiano de Azevedo (31 ottobre 1913 - 6 dicembre 1915 nominato cancelliere della Cancelleria Apostolica)[4]
- Cardinale Domenico Serafini, O.S.B. (26 gennaio 1916 - 26 marzo 1916 nominato prefetto della Congregazione de Propaganda Fide)
- Cardinale Diomede Angelo Raffaele Gennaro Falconio, O.F.M. Ref. (26 febbraio 1916 - 8 febbraio 1917 deceduto)
- Cardinale Giulio Tonti (13 febbraio 1917 - 11 dicembre 1918 deceduto)
- Cardinale Raffaele Scapinelli di Leguigno (19 dicembre 1918 - 6 marzo 1920 ritirato)
- Cardinale Teodoro Valfrè di Bonzo (6 marzo 1920 - 25 giugno 1922 deceduto)
- Cardinale Camillo Laurenti (5 luglio 1922 - 12 marzo 1929 nominato prefetto della Congregazione dei riti)
- Cardinale Alexis-Henri-Marie Lépicier, O.S.M. (17 dicembre 1928 - 31 dicembre 1935 ritirato)
- Cardinale Vincenzo Lapuma (31 dicembre 1935 - 4 novembre 1943 deceduto)[5]
- Cardinale Luigi Lavitrano (14 maggio 1945 - 2 agosto 1950 deceduto)
- Cardinale Valerio Valeri (17 gennaio 1953 - 22 luglio 1963 deceduto)
- Cardinale Ildebrando Antoniutti (26 luglio 1963 - 13 settembre 1973 ritirato)
- Cardinale Arturo Tabera Araoz, C.M.F. (8 settembre 1973 - 13 giugno 1975 deceduto)
- Cardinale Eduardo Francisco Pironio (29 maggio 1976 - 8 aprile 1984 nominato presidente del Pontificio consiglio per i laici)[6]
- Cardinale Jean Jérôme Hamer, O.P. (27 maggio 1985 - 21 gennaio 1992 ritirato)[7]
- Cardinale Eduardo Martínez Somalo (21 gennaio 1992 - 11 febbraio 2004 ritirato)
- Cardinale Franc Rodé, C.M. (11 febbraio 2004 - 4 gennaio 2011 ritirato)
- Cardinale João Braz de Aviz (4 gennaio 2011 - 6 gennaio 2025 ritirato)
- Suor Simona Brambilla, I.S.M.C., dal 6 gennaio 2025

### Pro-prefetti
- Cardinale Ángel Fernández Artime, S.D.B., dal 6 gennaio 2025

### Segretari
- Vescovo Adolfo Turchi (8 settembre 1914 - 17 luglio 1918 nominato arcivescovo dell'Aquila)
- Abate Mauro Serafini, O.S.B. (1918-1925)
- Monsignore Vincenzo Lapuma (7 aprile 1925 - 16 dicembre 1935 creato cardinale)
- Arcivescovo Luca Ermenegildo Pasetto, O.F.M.Cap. (20 dicembre 1935 - 11 novembre 1950 dimesso)
- Presbitero Arcadio María Larraona, C.M.F. (11 dicembre 1950 - 14 dicembre 1959 creato cardinale)
- Arcivescovo Paul-Pierre Philippe, O.P. (14 dicembre 1959 - 29 giugno 1967 nominato segretario della Congregazione per la dottrina della fede)
- Arcivescovo Antonio Mauro (4 luglio 1967 - 12 aprile 1969 nominato vicepresidente del Segretariato per i non credenti)
- Presbitero Edward Louis Heston, C.S.C. (12 aprile 1969 - 8 settembre 1971 nominato presidente della Pontificia commissione per le comunicazioni sociali)
- Arcivescovo Paul Augustin Mayer, O.S.B. (8 settembre 1971 - 8 aprile 1984 nominato pro-prefetto della Congregazione per il culto divino e la disciplina dei sacramenti)
- Arcivescovo Vincenzo Fagiolo (8 aprile 1984 - 15 dicembre 1990 nominato presidente del Pontificio consiglio per i testi legislativi)
- Arcivescovo Francisco Javier Errázuriz Ossa, P. Schönstatt (22 dicembre 1990 - 24 settembre 1996 nominato arcivescovo, titolo personale, di Valparaíso)
- Arcivescovo Piergiorgio Silvano Nesti, C.P. (27 novembre 1996 - 10 luglio 2006 ritirato)
- Arcivescovo Gianfranco Agostino Gardin, O.F.M. Conv. (10 luglio 2006 - 18 dicembre 2009 nominato arcivescovo, titolo personale, di Treviso)
- Arcivescovo Joseph William Tobin, C.SS.R. (2 agosto 2010 - 18 ottobre 2012 nominato arcivescovo di Indianapolis)
- Arcivescovo José Rodríguez Carballo, O.F.M. (6 aprile 2013 - 14 settembre 2023 nominato arcivescovo coadiutore di Mérida-Badajoz)
- Suor Simona Brambilla, I.S.M.C. (7 ottobre 2023 - 6 gennaio 2025 nominata prefetto del medesimo dicastero)
- Suor Tiziana Merletti, S.F.P., dal 22 maggio 2025

### Sottosegretari
- Monsignore Oreste Giorgi (3 giugno 1907 - 7 dicembre 1911 nominato segretario della Congregazione del concilio)
- Monsignore Francesco Cherubini (1910 - 13 novembre 1915 nominato delegato apostolico ad Haiti)
- Monsignore Vincenzo La Puma (1915 - 7 aprile 1925 nominato segretario del medesimo dicastero)
- Monsignore Enrico Caiazzo (1925 - 1935 dimesso)
- Monsignore Vincenzo Padovani (1935 - 1943 dimesso)
- Presbitero Arcadio María Larraona, C.M.F. (27 novembre 1943 - 11 dicembre 1950 nominato segretario del medesimo dicastero)
- Monsignore Giovanni Battista Scapinelli di Léguigno (1950 - 1956 nominato sottosegretario della Congregazione per gli affari ecclesiastici straordinari)
- Presbitero Pietro Palazzini (22 dicembre 1956 - 18 dicembre 1958 nominato segretario della Congregazione del concilio)
- Monsignore Giovanni Battista Verdelli (1958 - 1971 dimesso)
- Monsignore Dorio-Marie Huot, S.M.M. (1967 - 1971 dimesso)
- Presbitero Basil Mary Heiser, O.F.M.Conv. (1972 - 1984 dimesso)
- Monsignore Mario Albertini (1974 - 1988 dimesso)
- Presbitero Jesús Torres Llorente, C.M.F. (1984 - 24 aprile 2004 dimesso)
- Monsignore Joseph Anthony Galante (1986 - 13 ottobre 1992 nominato vescovo ausiliare di San Antonio)
- Monsignore Juan José Dorronsoro Allo (1988 - 2003 dimesso)
- Presbitero Josef Clemens (2003 - 25 novembre 2003 nominato segretario del Pontificio consiglio per i laici)
- Suor Enrica Rosanna, F.M.A. (24 aprile 2004 - 15 ottobre 2011 dimessa)
- Presbitero Vincenzo Bertolone, S.d.P. (12 giugno 2004 - 10 marzo 2007 nominato vescovo di Cassano all'Jonio)
- Presbitero Sebastiano Paciolla, O.Cist. (28 febbraio 2008 - 2018)
- Suor Nicoletta Vittoria Spezzati, A.S.C. (17 dicembre 2011 - 23 febbraio 2018)
- Suor Carmen Ros Nortes, N.S.C., dal 23 febbraio 2018
- Presbitero Pier Luigi Nava, S.M.M., dal 27 novembre 2018
- Presbitero Aitor Jiménez Echave, C.M.F., dal 29 febbraio 2024

### Assessori
- Vescovo Daniele Libanori, S.I, dal 6 aprile 2024